# علي عمر صالح
علي عمر صالح ناصر هو شاعر يمني. ولد عام 1941 في محافظة أبين. عمل في السلك العسكري مدة عشر سنوات في الجمهورية اليمنية الشعبية الديموقراطية. ساهم في النضال المسلح ضد الاحتلال البريطاني لجنوب اليمن. غنى له العديد من الفنانين اليمنيين قصائده العاطفية والثورية، صدرت له ثلاثة دواوين. وله مشاركات فنية خارج اليمن.

## وصلات خارجية
- صورة خارجية.